# بدون من
«بدون من» (به انگلیسی: Without Me) عنوان ترانه‌ای از امینم، خواننده رپ آمریکایی است که در سال ۲۰۰۲ میلادی منتشر شد.